# Linnea Stensils
Linnea Lovisa Stensils, född 8 mars 1994 i Vaxholm, är en svensk kanotist. Hon tävlar för Vaxholms KS.
Stensils tävlade för Sverige vid olympiska sommarspelen 2016 i Rio de Janeiro, där hon slutade på sjunde plats i damernas K-1 200 meter.
Vid Sprintvärldsmästerskapen i kanotsport 2018 tog Stensils brons på K-1 200 meter. Vid olympiska sommarspelen 2020 i Tokyo slutade Stensils på 5:e plats i både K-1 200 meter och K-1 500 meter.
Stensils är stor tjej nummer 153 på Svenska Kanotförbundets lista över stora kanotister.